# Harald Helfgott
Harald Andres Helfgott (* 25. listopadu 1977 Lima) je peruánský matematik. Věnuje se zejména analytické teorii čísel, aditivní kombinatorice, diofantické geometrii a pravděpodobnostní teorii čísel. Matematiku vystudoval na Brandeisově univerzitě, doktorát získal v Princetonu. Poté začal pracovat v Centre national de la recherche scientifique v Paříži, kde působí dodnes. V roce 2010 získal Whiteheadovu cenu, v roce 2011 Adamsovu cenu. V roce 2014 přednášel v Praze na 93. matematickém kolokviu. Od roku 2014 je též profesorem na univerzitě v Göttingenu.